# Férfi síakrobatika-ugrás az 1994. évi téli olimpiai játékokon
Az 1994. évi téli olimpiai játékokon a síakrobatika férfi ugrás versenyszámának selejtezőjét február 21-én, a döntőjét február 24-én rendezték. Az aranyérmet a svájci Sonny Schönbächler nyerte meg. A versenyszámban nem vett részt magyar versenyző.
Ez a versenyszám először szerepelt a téli olimpia hivatalos programjában.

## Eredmények
A selejtezőben minden versenyző két ugrást teljesített, a két ugrás összesített pontszáma alapján az első 12 versenyző jutott a döntőbe. A döntőben is minden versenyző két ugrást teljesített, itt is a két ugrás összesített pontszáma alapján határozták meg a végső sorrendet. A rövidítések jelentése a következő:
- Q: továbbjutás helyezés alapján

### Selejtező
| Hely. | Versenyző           | Nemzet                 | 1.     | 2.     | Össz.  | Mj |
| ----- | ------------------- | ---------------------- | ------ | ------ | ------ | -- |
| 1.    | Aljakszej Parfenkov | Fehéroroszország (BLR) | 115,70 | 112,79 | 228,49 | Q  |
| 2.    | Philippe LaRoche    | Kanada (CAN)           | 105,00 | 117,65 | 222,65 | Q  |
| 3.    | Lloyd Langlois      | Kanada (CAN)           | 106,80 | 114,81 | 221,61 | Q  |
| 4.    | Trace Worthington   | Egyesült Államok (USA) | 117,03 | 104,08 | 221,11 | Q  |
| 5.    | Richard Cobbing     | Nagy-Britannia (GBR)   | 102,03 | 106,51 | 208,54 | Q  |
| 6.    | Andy Capicik        | Kanada (CAN)           | 104,28 | 103,01 | 207,29 | Q  |
| 7.    | Nicolas Fontaine    | Kanada (CAN)           | 97,40  | 109,24 | 206,64 | Q  |
| 8.    | Jean-Marc Bacquin   | Franciaország (FRA)    | 96,99  | 106,59 | 203,58 | Q  |
| 9.    | Kris Feddersen      | Egyesült Államok (USA) | 104,50 | 94,77  | 199,27 | Q  |
| 10.   | Sonny Schönbächler  | Svájc (SUI)            | 99,94  | 96,59  | 196,53 | Q  |
| 11.   | Mats Johansson      | Svédország (SWE)       | 86,26  | 106,31 | 192,57 | Q  |
| 12.   | Eric Bergoust       | Egyesült Államok (USA) | 93,89  | 96,59  | 190,48 | Q  |
| 13.   | Vaszil Vorobjov     | Fehéroroszország (BLR) | 98,61  | 90,31  | 188,92 |    |
| 14.   | Christian Rijavec   | Ausztria (AUT)         | 101,27 | 84,84  | 186,11 |    |
| 15.   | Tor Skeie           | Norvégia (NOR)         | 79,42  | 93,35  | 172,77 |    |
| 16.   | Szerhij But         | Ukrajna (UKR)          | 81,89  | 89,30  | 171,19 |    |
| 17.   | Michiel de Ruiter   | Hollandia (NED)        | 81,37  | 87,02  | 168,39 |    |
| 18.   | Alexis Blanc        | Franciaország (FRA)    | 74,11  | 88,11  | 162,22 |    |
| 19.   | Sergey Brener       | Üzbegisztán (UZB)      | 72,21  | 87,72  | 159,93 |    |
| 20.   | Macsii Hirosi       | Japán (JPN)            | 79,62  | 73,91  | 153,53 |    |
| 21.   | Alessandro Scottà   | Olaszország (ITA)      | 76,12  | 73,22  | 149,34 |    |
| 22.   | Herbert Kolly       | Svájc (SUI)            | 59,94  | 69,16  | 129,10 |    |
| 23.   | Freddy Romano       | Olaszország (ITA)      | 61,42  | 53,79  | 115,21 |    |
| 24.   | Sébastien Foucras   | Franciaország (FRA)    | 55,68  | 55,68  | 55,68  |    |

### Döntő
| Helyezés | Versenyző           | Nemzet                 | 1. ugrás | 2. ugrás | Összesítés |
| -------- | ------------------- | ---------------------- | -------- | -------- | ---------- |
| Arany    | Sonny Schönbächler  | Svájc (SUI)            | 113,19   | 121,48   | 234,67     |
| Ezüst    | Philippe LaRoche    | Kanada (CAN)           | 110,58   | 118,05   | 228,63     |
| Bronz    | Lloyd Langlois      | Kanada (CAN)           | 111,47   | 110,97   | 222,44     |
| 4.       | Andy Capicik        | Kanada (CAN)           | 106,71   | 112,36   | 219,07     |
| 5.       | Trace Worthington   | Egyesült Államok (USA) | 102,57   | 115,62   | 218,19     |
| 6.       | Nicolas Fontaine    | Kanada (CAN)           | 98,01    | 112,80   | 210,81     |
| 7.       | Eric Bergoust       | Egyesült Államok (USA) | 98,12    | 112,36   | 210,48     |
| 8.       | Mats Johansson      | Svédország (SWE)       | 105,26   | 102,26   | 207,52     |
| 9.       | Jean-Marc Bacquin   | Franciaország (FRA)    | 108,33   | 88,55    | 196,88     |
| 10.      | Richard Cobbing     | Nagy-Britannia (GBR)   | 102,22   | 94,36    | 196,58     |
| 11.      | Kris Feddersen      | Egyesült Államok (USA) | 91,58    | 103,68   | 195,26     |
| 12.      | Aljakszej Parfenkov | Fehéroroszország (BLR) | 91,00    | 87,48    | 178,48     |